# 鳞片箕作参
鳞片箕作参（学名：Mitsukuriella squamulosa）为华纳参科箕作参属的动物。分布于日本、印度尼西亚、菲律宾，包括东海等海域，多栖息于水深65-190米的泥质沙底。该物种的模式产地在日本浦贺水道。
种加名 squamulosa 意为“具鳞片的”。